# Роландо Вільясон
Емі́ліо Ролáндо Вільясóн Маулеóн (іноді помилково Віллазон, ісп. Emilio Rolando Villazón Mauleón; нар. 22 лютого 1972, Мехіко) — мексиканський оперний співак (тенор).

## Біографія
Народився в родині з австрійським корінням, відвідував німецьку школу й добре говорить німецькою. Маючи 11 років він вступив до Академії красних мистецтв, де мав уроки музики, акторської майстерності, класичного балету й танцю модерн.
1990 року баритон Артуро Ньєто пробудив у ньому зацікавлення до оперного співу й став його першим педагогом. Вільясон продовжив вокальну освіту в національній консерваторії в Енріке Хасо й виграв два конкурси вокалістів у себе на батьківщині. Тоді його помітив баритон Габріель Міхарес, який допоміг йому почати міжнародну кар'єру.
У 1998 році Роландо Вільясон був прийнятий до стажерської трупи опери Сан-Франциско, що дало йому можливість брати участь у майстер-класах Джоан Сазерленд та ін. Наступним важливим етапом була Програма для молодих артистів опери Піттсбурга з успішними виступами в операх «Капулетті і Монтеккі» Вінченцо Белліні, «Лючія ді Ламмермур» Гаетано Доніцетті і «Ванесса» Семюела Барбера. 1999 року Вільясон посів друге місце у вокальному конкурсі «Опералія», що його патронує Пласідо Домінґо, здобув спеціальну премію за виконання сарсуели, а також приз глядацьких симпатій.
Європейську кар'єру Вільясон започаткував успішним виступом у Генуї в партії Кавалера де Гріє в опері Массне «Манон» (1999).
Мав великий успіх у публіки й дістав дуже добрі відгуки критиків у 2005 році в партії Альфредо Жермона, як партнер Ганни Нетребко й Томаса Гемпсона в постановці опери «Травіата» Джузеппе Верді на Зальцбурзькому фестивалі.

## Особисте життя
- Вільясон одружений і має двох синів, живе з родиною в передмісті Парижа.

## Репертуар
- Тебальдо («Капулетті та Монтекі» В. Белліні)
- Дон Хозе («Кармен» Ж. Бізе)
- Дон Карлос («Дон Карлос» Дж. Верді)
- Альфред Жермон («Травіата» Дж. Верді)
- Макдуф («Макбет» Дж. Верді)
- Герцог Мантуанский («Ріголетто» Дж. Верді)
- Рікардо («Бал-маскарад» Дж. Верди)
- («Реквіем» Дж. Верді)
- Ромео («Ромео і Джульетта» Ш. Гуно)
- Фауст («Фауст» Ш. Гуно)
- сер Едгар Равенсвуд («Лючія ді Ламмермур» Г. Доніцетті)
- Неморіно («Любовний напій» Г. Доніцетті)
- Кавалер де Гріє («Манон» Ж. Массне)
- Вертер («Вертер» Ж. Массне)
- Гофман («Казки Гофмана» Ж. Оффенбах)
- Рінуччо («Джанні Скіккі» Дж. Пуччіні)
- Родольфо («Богема» Дж. Пуччіні)
- Володимир Ленський («Євгеній Онєгін» П. Чайковський)

## Записи
- Ромео і Джульєтта CD (2002), Radio Televisión Española
- Летючий Голландець CD (2002), Teldec Classics
- Berlioz: La Révolution Grecque CD (2004), EMI Classics
- Italian Opera Arias CD (2004), Virgin Classics
- Gounod & Massenet Arias CD (2005), Virgin Classics
- Трістан та Ізольда CDs і DVD (2005), EMI Classics
- Дон Карлос 2 DVDs (2005), Opus Arte
- Травіата CD (2005), Deutsche Grammophon
- Merry Christmas (Soundtrack) CD (2005), Virgin Classics
- Opera Recital CD; bonus edition with DVD (2006), Virgin Classics
- Травіата DVD; premium 2-DVD edition (behind the scenes, rehearsals, introduction to the opera etc.) (2006), Salzburger Festspiele 2005, Deutsche Grammophon
- Богема DVD (2006), Bregenzer Festspiele 2002, ORF + Capriccio
- Monteverdi: Il Combattimento CD; bonus edition with DVD (2006), Virgin Classics
- Доніцетті: Любовний напій DVD (2006), Virgin Classics
- The Berlin Concert: Live from the Waldbühne DVD (2006), Deutsche Grammophon
- Gitano CD; bonus edition with DVD (February 2007), Virgin Classics
- Duets featuring Rolando Villazón and Anna Netrebko CD; bonus edition with DVD (March 2007), Deutsche Grammophon
- Viva Villazón — Rolando Villazón — Best Of CD (2007), Virgin Classics
- Handel CD — R. Villazón, Gabrieli Players, P. McCreesh (2009), Deutsche Grammophon

## Виноски
1. ↑  Добірка відгуків на сайті компанії Deutsche Grammophon[недоступне посилання з квітня 2019] (англ.)